# Hermann Kövess von Kövesshaza
Hermann Albin Josef Kövess, ab 1873 Kövess von Kövessháza, ab 1917 Baron Kövess von Kövessháza (* 30. März 1854 in Temeswar, Kaisertum Österreich; † 22. September 1924 in Wien) war ein österreichisch-ungarischer Feldmarschall und der letzte Oberkommandierende der k.u.k. Armee.

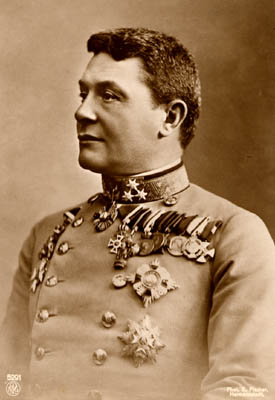
Hermann Kövess von Kövesshaza

## Leben

### Familie
Kövess war der Sohn des 1873 nobilitierten k.u.k. Generalmajors Albin Viktor Kövess von Kövessháza (1821–1890) und der Johanna Regina Sterzing (1836–1898), einer Siebenbürger Apothekerstochter. Am 5. Oktober 1892 heiratete er in Gmunden Eugenie Freiin Hye von Glunek (1861–1941), Tochter des Rechtslehrers und k.u.k. Ministers Anton Freiherr Hye von Glunek. Das Ehepaar hatte drei Söhne: Adalbert († 1914), Eugen (Jenő) und Géza (1896–1977). Letztgenannter war als promovierter Historiker im Heeresgeschichtlichen Museum beschäftigt und im Jahr 1950 kurzfristig mit dessen Leitung betraut.

### Militärkarriere
Seit 1864 besuchte Kövess die Realschule in Ofen, ab Herbst 1865 folgte sein Eintritt in das Kadetteninstitut in Hainburg. 1868 begann seine Ausbildung an der Genieakademie in Znaim, 1869 erfolgte sein Übertritt in die jetzt verlegte und neubenannte Technische Militärakademie in Wien. Am 18. August 1872 trat er als Leutnant in das k.u.k. Genieregiment Nr. 2 (Wien) ein. 1875 wurde er Oberleutnant und besuchte als solcher von 1876 bis 1878 die Kriegsschule. 1878 wurde er als Generalstabsoffizier zur 16. Infanterie-Truppen-Division nach Hermannstadt kommandiert. 1879 war er Generalstabsoffizier bei der 12. Kavallerie-Brigade. Seit 1882 arbeitete Kövess als Hauptmann im Generalstab in Wien, 1885 fungierte er als Kompanieführer beim Infanterie-Regiment Nr. 38. Zwischen November 1886 bis zum November 1888 war er Generalstabsoffizier des I. Armeekorps in Krakau. 1889 wechselte er in den Stab des Infanterie-Regiments Nr. 56 in Wadowice. Am 1. Mai 1890 wurde er Major und zum Infanterie-Regiment Nr. 26 nach Gran versetzt. Im November 1894 wurde er bereits 40-jährig zum Oberstleutnant befördert und fand Verwendung beim Infanterie-Regiment 72 in Preßburg, 1895 war er Führer eines nach Castelnuovo detachierten Bataillons. Am 1. November 1896 wurde Kövess Oberst und diente im Infanterie-Regiment Nr. 52. Von März 1898 bis Oktober 1902 kommandierte er das Infanterieregiment Nr. 23 in Budapest. Im Oktober 1902 übernahm er die Führung der 15. Infanteriebrigade der 8. Division unter Franz Conrad in Innsbruck und erhielt im November den Rang eines Generalmajors. Im November 1906 übernahm er selbst das Kommando der k.u.k. 8. Truppen-Division und wurde im Mai 1907 zum Feldmarschallleutnant befördert. Im April 1910 wurde er Inspizierender der Befestigungen in Südtirol. Im Juni 1911 übernahm er als Kommandierender General das XII. Korps in Hermannstadt, am 1. November 1911 erfolgte seine Beförderung zum General der Infanterie.

#### Erster Weltkrieg

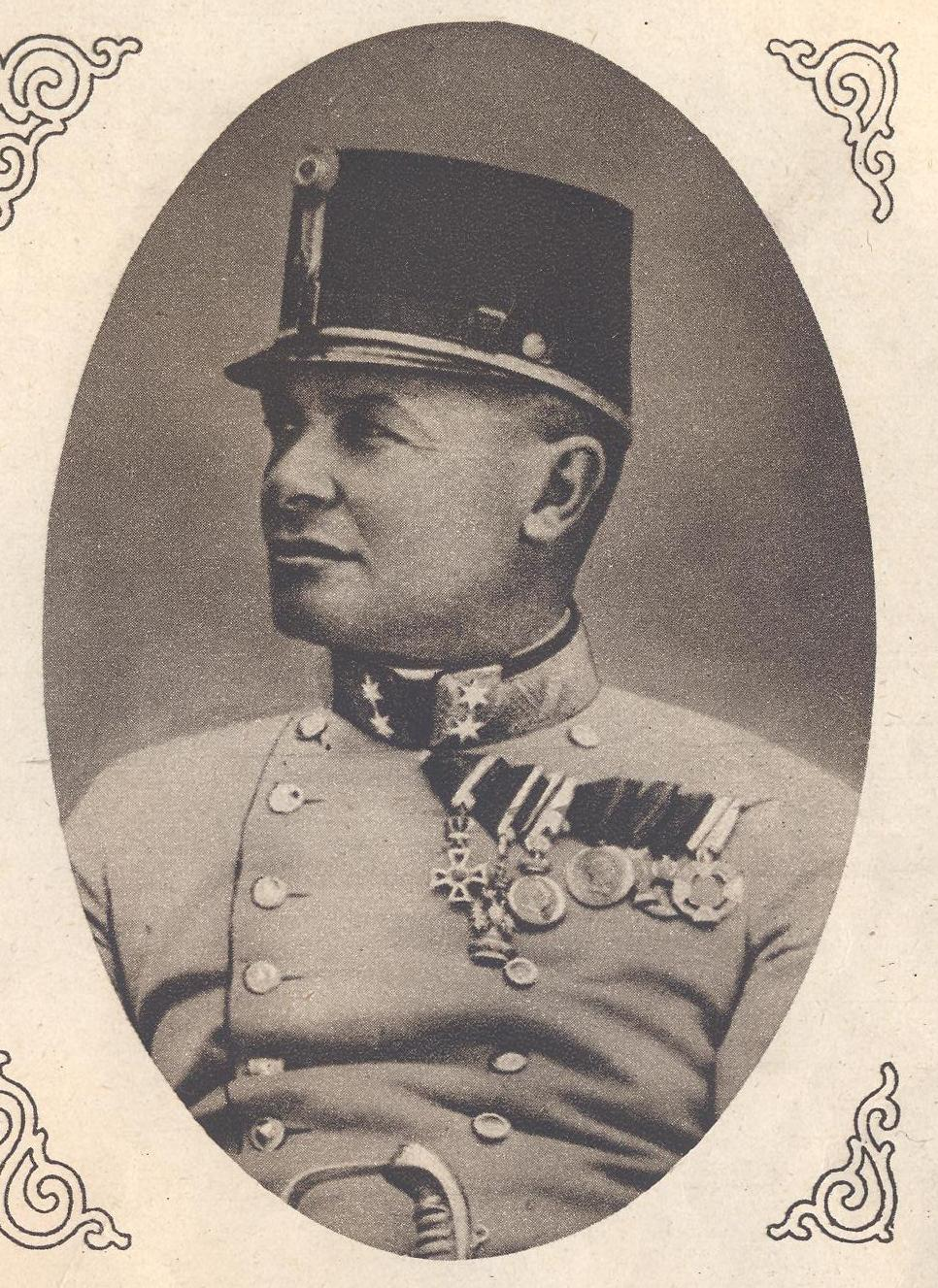
Hermann Kövess von Kövessháza, 1915

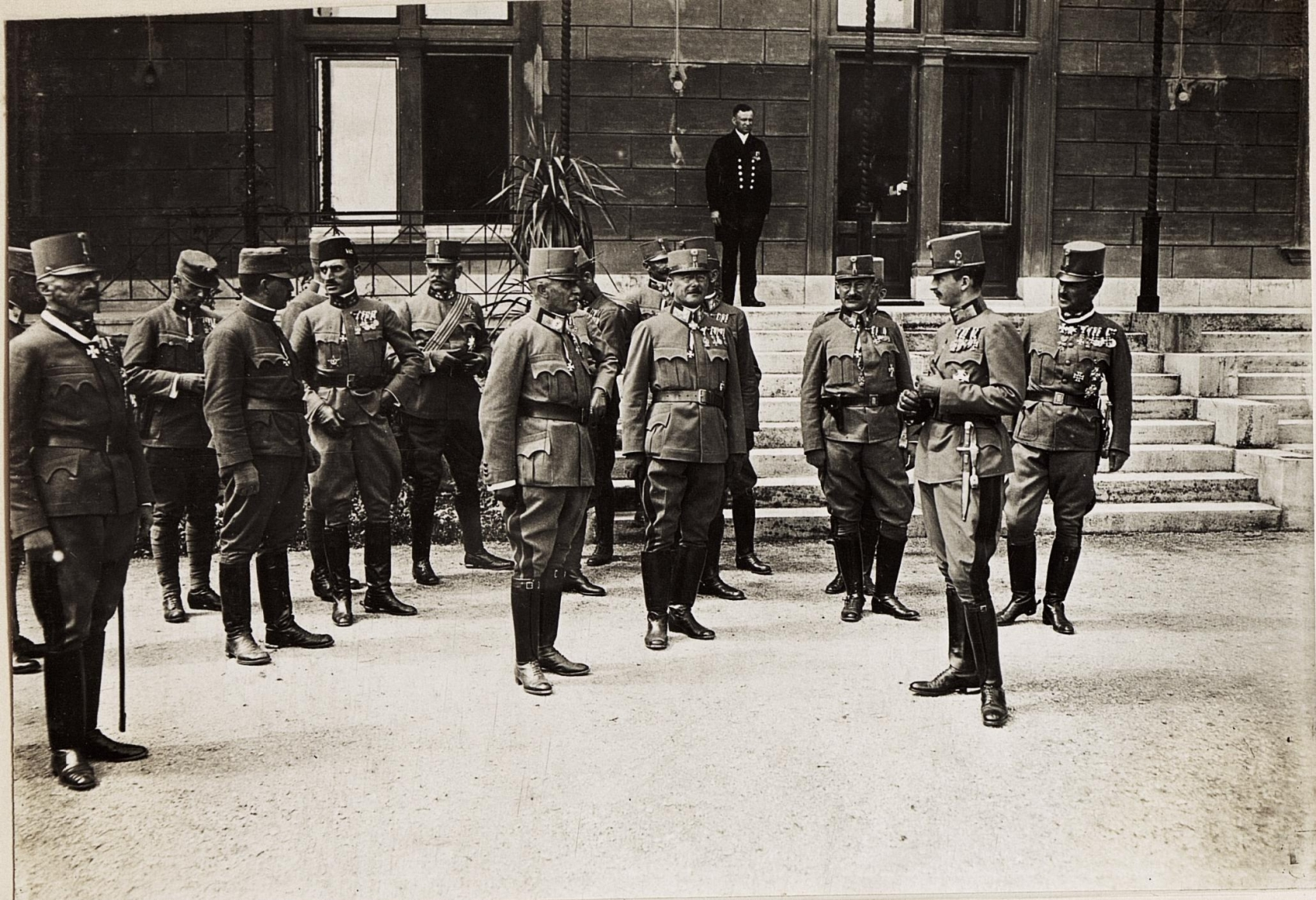
180. Promotion des Militär-Maria-Theresien-Ordens am 17. August 1917 in der Villa Wartholz, bei der Kövess das Kommandeurkreuz dieses Ordens erhielt

Bei Kriegsausbruch war die Korpsgruppe Kövess im August 1914 der 3. Armee unterstellt und versuchte die Bukowina und die Dnjestrlinie zu verteidigen. In der Schlacht an der Gnila Lipa wurden diese Truppen aber von den Russen zurückgeworfen. Zudem erhielt Kövess am 30. August die Todesnachricht seines ältesten Sohnes Bela (Adalbert), der als Zugführer bei Uhnow gefallen war. Im September wechselte das XII. Korps in den Verband der 2. Armee des Generals von Böhm–Ermolli, ganz Ostgalizien musste nach der Niederlage bei Lemberg geräumt werden und der Rückzug auf den Karpathenkamm wurde notwendig. Ende Oktober 1914 versuchte das XII. Korps zum Entsatz des belagerten Przemysl vergebliche Gegenangriffe bei Stary-Sambor. Im November 1914 wurde die 2. Armee aus den Karpathen abgezogen und mit dem XII. Korps an die Pilica in den Raum Belchatow zum Stellungskrieg nach Polnisch-Schlesien verlegt. Anfang Mai 1915 befand sich infolge des Karpathen-Durchbruches der deutschen 11. Armee zwischen Gorlice–Tarnow, auch die russische Front vor dem XII. Korps in Auflösung. Der Angriff aus dem Raum Radom zur Weichsel wurde wieder aufgenommen. Am 21. Juli 1915 gelang es Kövess im Zusammenwirken mit dem deutschen Landwehrkorps unter General Woyrsch die Festung Iwangorod einzunehmen und den dortigen Weichselübergang mit seinem Korps zu erzwingen. Am 28. September 1915 wurde Kövess zum Kommandanten der neu organisierten k.u.k. 3. Armee ernannt.
Im Verbande der Heeresgruppe Mackensen wurde im Oktober 1915 zusammen mit der deutschen 11. Armee (Max von Gallwitz) der Angriff gegen Serbien eröffnet und Belgrad erobert. Die 3. Armee konzentrierte sich in der zweiten Angriffsphase auf die Eroberung von Montenegro und Albanien. Nach der Eroberung des Lovćen (11. Jänner), der Besetzung von Cetinje (13. Jänner) und von Tirana (9. Februar), erfolgte am 26. Februar 1916 seine Beförderung zum Generaloberst.

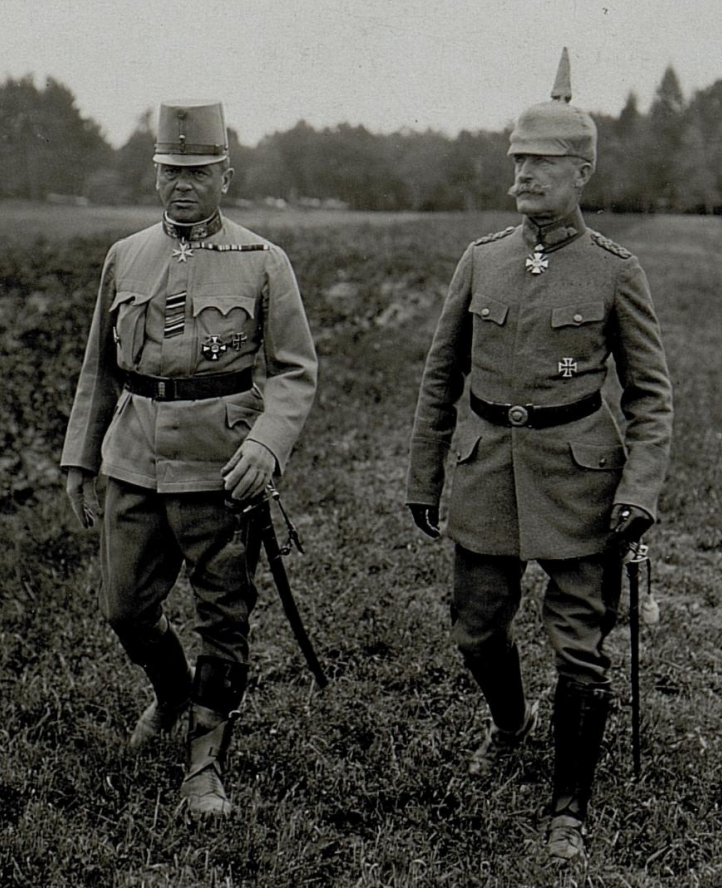
Kövess mit dem preußischen Generalleutnant Georg Fuchs

Ab März 1916 stand die k.u.k. 3. Armee bei der Heeresgruppe des Erzherzog Eugen an der Südtiroler Front, im Juli musste die Mitte Mai begonnene Offensive gegen die Italiener wieder abgebrochen werden, weil die Front in Galizien durch die russische Brussilow-Offensive zusammengebrochen war. Am 20. Oktober 1916 übernahm Generaloberst Kövess das Kommando über die k.u.k. 7. Armee, die den Karpatenkamm an der rumänischen Grenze verteidigte. Im Juli 1917 eroberte die Gegenoffensive der Verbündeten die Bukowina zurück, das verlorene Czernowitz wurde von Truppen unter Kövess befreit. Dafür wurde ihm die ungarische Baronie, verbunden mit einem lebenslänglichen Sitz im Magnatenhaus verliehen. Am 5. August 1917 wurde Kövess außerdem zum Feldmarschall befördert. Ab Jänner 1918 befehligte Kövess die aus der k.u.k. 7. und 1. Armee bestehende Heeresgruppe in Siebenbürgen, nach dem Frieden von Bukarest am 7. Mai 1918 wurde dieser Großverband wieder aufgelöst.
Als Nachfolger von Arthur Arz von Straußenburg wurde Kövess schließlich von Kaiser Karl I. am 4. November 1918 (dem Tag nach dem Waffenstillstand mit Italien) zum letzten k.u.k. Armeeoberkommandanten ernannt. Kövess hatte somit nur noch den Rückzug und die von Karl I. am 6. November verfügte Demobilisierung der bewaffneten Macht zu befehligen. Seine Tätigkeit war dadurch nicht einfacher, dass Ungarn am 31. Oktober 1918 die Realunion mit Österreich aufgekündigt hatte und die ungarischen Regimenter nur mehr den Anordnungen des ungarischen Kriegsministers Béla Linder folgten. Heimgekehrte Truppenkörper wurden von den Nachfolgestaaten der Monarchie sofort ihrer jeweiligen Befehlsgewalt unterstellt. Am 9. November 1918 mit 200 Mann per Schiff aus Ungarn in Wien angekommen, wickelte Kövess in Deutschösterreich die Auflösung der k.u.k. Armee noch bis 3. Dezember 1918 ab, am 19. Dezember 1918 legte er sein Kommando nieder.

## Museale Rezeption
Die Feldmarschalls-Uniform sowie der Marschallstab von Kövess von Kövesshaza können in der Dauerausstellung des Wiener Heeresgeschichtlichen Museum besichtigt werden.